# 丸山浩路
丸山 浩路（まるやま こうじ、本名・丸山信昭、1941年（昭和16年）3月29日 - 2010年（平成22年）12月3日）は、日本の手話通訳者・講演パフォーマー。

## 人物
新潟県長岡市に生まれる。明治大学卒業。
少年時代、聾唖の村長として知られた新潟県小黒村長の横尾義智と出会ったことで手話を学び始める。心理セラピスト・カウンセラーを経て、1966年、日本で初のプロ手話通訳者を宣言し、1977年、NHKの『聴力障害者の時間』の初代メインキャスターを10年務める。1994年、『手話ニュース845』のキャスターとなり、もみあげの特徴的な風貌と手話パフォーマンスで強烈な印象を与えた。
1979年に坂本九が発表した、世界初の手話で歌うことを前提とした曲『そして想い出』（中村八大作曲、『あの時の約束』B面曲）に協力。テレビドラマ『愛していると言ってくれ』の手話指導や、手話入門書の執筆なども行った。
丸山自身は聾唖者ではないが、自らの親がそうである「コーダ」であることを長い間公表していなかった。
2010年12月3日、心筋梗塞のため死去。

## 著作
- 鈍行列車 - 丸山浩路作品集　1993年1月　ダイナミックセラーズ　ISBN 978-4884932428
- 本気で本気で生きよう!なにかが変わる 1999年10月　大和書房　ISBN 978-4479390725
- 手話あいうえお　2001年1月　日本放送出版協会　ISBN 978-4140880081
- 親子で楽しむふれあいの手話　2003年10月　学習研究社　ISBN 978-4054021815